# Micropsectra kamisecunda
Micropsectra kamisecunda е насекомо от разред Двукрили (Diptera), семейство Хирономидни (Chironomidae).